# يوسف خليل
يوسف خليل (25 يوليو 1977 -)، ممثل قطري. كانت بدايته الإحترافية في مسلسل بعد الشتات في عام 2004.

## أعماله

### من المسلسلات
- بعد الشتات.
- سوالف دنيا.
- نعم ولا.
- جدار الصمت.
- إلى متى.
- قلوب للإيجار.
- تصانيف.
- خيوط ملونة.
- حب ولكن.

### من المسرحيات
- خلك في البيت.
- قطري 60 في المية.

## وصلات خارجية
- يوسف خليل على موقع قاعدة بيانات الأفلام العربية